# Verwaltungsgemeinschaft Mellingen
La Verwaltungsgemeinschaft Mellingen est une communauté d'administration allemande qui regroupe 17 communes du land de Thuringe, dans l'arrondissement du Pays-de-Weimar, au centre de l'Allemagne. En 2015, sa population est de 8 023 habitants.

## Source de la traduction
- (de) Cet article est partiellement ou en totalité issu de l’article de Wikipédia en allemand intitulé « Verwaltungsgemeinschaft Mellingen » (voir la liste des auteurs).